# Monte Albán
Monte Albán és un jaciment arqueològic localitzat a 10 km de la ciutat d'Oaxaca de Juárez, capital de l'estat d'Oaxaca a Mèxic. Monte Albán va ser durant molt de temps la seu del poder dominant a la regió de les Valles Centrales d'Oaxaca, des del declivi de San Jose Mogote al preclàssic mitjà (1500-700 aC), fins a l'ocàs de la ciutat, ocorregut al voltant del segle ix. El nom antic d'aquesta ciutat fundada pels zapoteques a finals del preclàssic tardà és objecte de discussions. D'acord amb algunes fonts, el nom original va ser Dani Baá. Se sap, en canvi, que els mixteques van conèixer la ciutat com a Yucucúi (idioma mixteca: Yúcu-Cui, 'Turó Verd').
Està inscrit en la llista del Patrimoni de la Humanitat de la UNESCO des del 1987.
A Catalunya, es conserven alguns elements provinents d'aquesta àrea, a la Biblioteca Museu Víctor Balaguer de Vilanova i la Geltrú.